# قطعنامه ۱۵۱۵ شورای امنیت
قطعنامه ۱۵۱۵ شورای امنیت سازمان ملل متحد که در تاریخ ۱۹ نوامبر ۲۰۰۳ تصویب شد، سندی بین‌المللی دربارهٔ بررسی وضعیت خاورمیانه، از جمله مسئله فلسطین است. این قطعنامه طی نشست ۴۸۶۲ام با ۱۵ رای موافق، ۰ مخالف و ۰ ممتنع تصویب شد.